# Lommagölen (Sjötofta socken, Västergötland)
Lommagölen är en sjö i Tranemo kommun i Västergötland och ingår i Ätrans huvudavrinningsområde. Sjöns area är 0,009 kvadratkilometer och den befinner sig 159 meter över havet.